# Ondrej Knap
Ondrej Knap (* 4. června 1944) je bývalý slovenský fotbalista, obránce.

## Fotbalová kariéra
V československé lize hrál za Lokomotívu Košice. Nastoupil ve 195 ligových utkáních a dal 1 gól.

## Ligová bilance
| Ročník                                     | Zápasy | Góly | Klub              |
| ------------------------------------------ | ------ | ---- | ----------------- |
| 1. československá fotbalová liga 1966/1967 | 22-    | 0    | Lokomotíva Košice |
| 1. československá fotbalová liga 1967/1968 | 25     | 0    | Lokomotíva Košice |
| 1. československá fotbalová liga 1968/1969 | 24     | 1    | Lokomotíva Košice |
| 1. československá fotbalová liga 1969/1970 | 28     | 0    | Lokomotíva Košice |
| 1. československá fotbalová liga 1970/1971 | 29     | 0    | Lokomotíva Košice |
| 1. československá fotbalová liga 1971/1972 | 30     | 0    | Lokomotíva Košice |
| 1. československá fotbalová liga 1972/1973 | 26     | 0    | Lokomotíva Košice |
| 1. československá fotbalová liga 1973/1974 | 11     | 0    | Lokomotíva Košice |
| CELKEM                                     | 195    | 1    |                   |